# 川藏蛇菰
川藏蛇菰（学名：Balanophora fargesii）为蛇菰科蛇菰属的植物，为中国的特有植物。分布在中国大陆的西藏、四川等地，生长于海拔2,700米至3,100米的地区，多生长于栎、松、杉或桦等混交林中，目前尚未由人工引种栽培。